# Mjesec borbe protiv raka dojke
Mjesec borbe protiv raka dojke održava se u listopadu koji je već tradicijski posvećen borbi protiv raka dojke, od kojega u Hrvatskoj godišnje oboli 2300 žena, a 7. listopada proglašen je i Danom borbe protiv raka dojke.

## Rak dojke
Rak dojke najučestaliji je tumor u žena u Hrvatskoj i drugi najučestaliji tumor uopće. Godišnje se pojavi oko 2300 novih slučajeva oboljelih žena, a oko 900 žena godišnje umre od ove opake bolesti.
U početku je asimptomatski i najčešće se otkrije slučajno napipavanjem kvržice u tkivu dojke. Otprilike 50% slučajeva raka dojke napreduje u metastatsku bolest, što znači da se stanice raka putem krvotoka prošire u susjedne organe, najčešće limfne čvorove, pluća, jetru, kosti i mozak. U takvom uznapredovalom stadiju bolesti javljaju se i opći simptomi kao što su slabost, mučnina, glavobolja, gubitak apetita, bezvoljnost, naticanje u području pazuha, stalna bol u kostima, žeđ, učestalo mokrenje, umor, razdražljivost.
Najbitniju ulogu u ranom otkrivanju bolesti imaju same žene. Redovitim pregledima (samopregledom, mamografijom, te ultrazvučnim pregledima) ova bolest se može otkriti ranom stadiju što znači i veće šanse za ozdravljenje. Nakon otkrivanja sumnjivih kvržica svakako se treba posavjetovati s liječnikom i utvrditi radi li se uistinu o tumoru i dogovoriti daljnji tijek liječenja. Mamografija je vrlo dobar i jednostavan kontrolni pregled koji može detektirati tumor u ranom stadiju. Stoga se ženama preporučuju mamografski pregledi. Prvu (bazičnu) mamografiju žena treba učiniti između 38. i 40. godine života, od 40. do 49. godine svake dvije godine, od 50. do 69. godine jednom godišnje, te poslije 70. godine svake druge godine.
Rak dojke rijetko se javlja kod žena mlađih od 20 godina, a rizična skupina su žene između 55-e i 70-e godine.
Opasnost obolijevanja od raka dojke povećava se kod žena koje su imale prvu menstruaciju prije 12. godine, koje nisu rodile ili su rodile nakon 30. godine, koje su ušle u menopauzu prije 50. godine, kod kojih je u obitelji netko imao rak dojke, te kod žena starijih od 50 godina, posebno ako su pretile.
Podizanjem osviještenosti o ovoj bolesti nastoji se upoznati žene sa simptomima radi eventualnog ranog otkrivanja, te pružiti potporu ženama koje žive s tom bolešću.
Rak dojke nije samo fizička bolest. Žene često teško prihvaćaju dijagnozu, ponekad nemaju potporu najbližih ili radne okoline, pa se razgovorom i pisanjem o toj bolesti nastoji osvijestiti sve pripadnike društva.

## Aktivnosti po godinama

### 2009.
Zavod za javno zdravstvo „Dr. Andrija Štampar“ kontinuirano provodi niz preventivnih aktivnosti u borbi protiv raka dojke, a listopad je obilježio i dodatnim aktivnostima.
Od 1. do 16. listopada 2009. u suradnji s Gradskim uredom za zdravstvo i branitelje, Gradskim uredom za socijalnu zaštitu i osobe s invaliditetom provodila se akcija organiziranog mamografskog snimanja za žene s invaliditetom, a 3. listopada 2009. (subota) tradicijski „Dan ružičaste vrpce“ obilježio se radom mobilnog mamografa i besplatnom mamografijom na Trgu bana Jelačića.

### 2012.
Od 17. do 31. listopada 2912. Muzej suvremene umjetnosti u sklopu svjetske kampanje Estee Lauder Companies „Breast Cancer Awareness” ružičastim svjetlom koje je dominiralo na fasadi priključio se akciji solidarnosti u borbi i podizanju svijesti o raku dojke u mjesecu borbe protiv raka dojke.

## Vanjske poveznice
|  | Zajednički poslužitelj ima još gradiva o temi Podizanje svijesti o raku dojke |